# 井上謙蔵
井上 謙蔵（いのうえけんぞう、1920年-2015年）は日本の情報工学者。
日本の情報処理の草創期の物理学出身の情報工学者。専門は、多段階構文解析、コンパイラ生成系、コンパイラ。

## 経歴
1945年九州大学大学院修了後、東京大学理工学研究所、東京大学物性研究所、富士通を経て、1973年東京工業大学教授、1980年東京理科大学教授。
工学博士。米国ユタ大学客員科学者など。

## 業績
- 日本の第一世代の高級言語コンパイラであるISSP ALGOLコンパイラを開発し[1]、ALGOL言語の情報処理学会におけるJIS規格作成に尽力した。
- 右順位文法による構文解析法を考案し、さらにコンパイラ生成系の有用性を広く示すことに貢献した。右順位文法の解析法は、欧米の演算子順位文法、単純順位文法、弱順位文法と並ぶ日本発の構文解析法である。
- デジタルコンピュータ以前のアナログ計算機についての資料を収集し、微分方程式を解くための微分解析機などの解説を発表している。
- 長崎原爆投下数日後、九州大学から長崎へ向かい現地で放射線測定器による原子爆弾災害調査を行った[2]。また長崎原爆の記録保存にも尽力している。

## 著作

### 単著
- コンパイラ・コンパイラ、産業図書、1970年
- コンパイラ - プログラム言語処理の基礎、丸善、1994年

### 共著
- システムプログラム、共立出版、1972年

### 訳書監修
- コンピュータ・サイエンスのための言語理論入門、共立出版、1986年

### シリーズ編集
- ソフトウェア講座、昭晃堂